# Heterachthes flavicornis
Heterachthes flavicornis är en skalbaggsart som först beskrevs av Thomson 1865.  Heterachthes flavicornis ingår i släktet Heterachthes, och familjen långhorningar.
Arten förekommer i Argentina, Brasilien och Uruguay. Inga underarter finns listade.